# Paul Reedy
Paul Edward Reedy (ur. 21 stycznia 1961 w Robinvale) – australijski wioślarz, srebrny medalista olimpijski i brązowy medalista mistrzostw świata.

## Kariera
Wystartował na igrzyskach olimpijskich w Los Angeles w 1984, gdzie osada Australii w składzie: Paul Reedy, Gary Gullock, Tim McLaren i Tony Lovrich zdobyła srebrny medal w czwórkach podwójnych. W finale A uplasowali się o 0,43 sekundy za osadą RFN i o 1,09 sekundy przed osadą Kanady. Na rozgrywanych cztery lata później igrzyskach olimpijskich w Seulu w tej samej konkurencji był piąty.
Na mistrzostwach świata w Tasmanii (1990) wspólnie z Peterem Antonie zdobył brązowy medal w dwójkach podwójnych. Był też czwarty w tej konkurencji na mistrzostwach świata w Bledzie (1989), gdzie walkę o podium Australijczycy przegrali z Austriakami o 1,98 sekundy.
Ponadto zdobył też srebro w dwójkach podwójnych na igrzyskach Wspólnoty Narodów w Edynburgu (1986).
Po zakończeniu kariery został trenerem, od 2009 pracuje w Wielkiej Brytanii.